# فرقة فافن غرينادير إس إس (الهنغارية الثانية)
فرقة فافن غرينادير إس إس (الهنغارية الثانية) فرقة لمشاة تقسيم لفافن إس إس، وهو الجناح العسكري الألماني الحزب النازي التي تخدم جنبا إلى جنب ولكن لم يكن رسميا جزءا من الفيرماخت خلال الحرب العالمية الثانية. تأسست في نوفمبر 1944 بعد الإطاحة الألمانية بالنظام الهنغاري ميكلوس هورثي، لم يتم تشكيلها أو تدريبها أو تجهيزها بشكل صحيح وبعد إجلائها من معسكرها التدريبي في مواجهة الجيش الأحمر السوفياتي المتقدم، استسلمت إلى جيش الولايات المتحدة جيش في النمسا في مايو 1945.

## القادة
قاد الفرقة الضباط التالية أسمائهم: 
- نوفمبر 1944 - يناير 1945
  - إس إس- شتاندارتن فوهرر Rolf Tiemann
  - فافن- أوبرفورر زولتان Pisky
  - إس إس- أوبرفورر لاسلو ديك
- يناير - مارس 1945
  - إس إس- بريغيجاديه فوهرر برتولد Maack
- مارس - مايو 1945
  - فافن- جروبنفهر József Grassy

## الحواشي
1. ↑  Williamson 2004.